# T.C. Ziraat Bankası Spor Kulübü 2020-2021
Questa voce raccoglie le informazioni riguardanti il T.C. Ziraat Bankası Spor Kulübü nelle competizioni ufficiali della stagione 2020-2021.

## Organigramma societario
Area direttiva
- Presidente: Hüseyin Aydın

Area tecnica
- Allenatore: Giampaolo Medei
- Allenatore in seconda: Mustafa Kavaz, Ersin Soysal
- Scoutman: Mehmet Tuğyanoğlu

## Rosa
| N° | Nome                 | Ruolo | Data di nascita   | Nazionalità sportiva |
| -- | -------------------- | ----- | ----------------- | -------------------- |
| 1  | Martin Atanasov      | S     | 27 settembre 1996 | Bulgaria             |
| 2  | Wouter ter Maat      | O     | 7 maggio 1991     | Paesi Bassi          |
| 3  | Maarten van Garderen | S     | 24 gennaio 1994   | Paesi Bassi          |
| 4  | İzzet Akkuş          | P     | 19 gennaio 2001   | Turchia              |
| 5  | Cafer Kirkit         | S     | 1º gennaio 2001   | Turchia              |
| 6  | Can Ayvazoğlu        | L     | 14 settembre 1979 | Turchia              |
| 7  | Bedirhan Bülbül      | C     | 29 luglio 1999    | Turchia              |
| 8  | Halil Yücel          | S     | 24 novembre 1989  | Turchia              |
| 9  | Muhammed Ertuğrul    | C     | 12 agosto 1989    | Turchia              |
| 10 | Arslan Ekşi          | P     | 17 luglio 1985    | Turchia              |
| 11 | Mustafa Çervatoğlu   | P     | 4 febbraio 2000   | Turchia              |
| 12 | Emin Gök             | C     | 15 febbraio 1988  | Turchia              |
| 14 | Berkay Bayraktar     | L     | 3 luglio 1997     | Turchia              |
| 15 | Burakhan Tosun       | C     | 17 gennaio 1998   | Turchia              |
| 18 | Zeka Kır             | L     | 26 novembre 2002  | Turchia              |
| 20 | Yusuf Eken           | O     | 4 maggio 2000     | Turchia              |

## Statistiche

### Statistiche di squadra
| Competizione     | Punti | In casa | In casa | In casa | In trasferta | In trasferta | In trasferta | Totale | Totale | Totale |
| Competizione     | Punti | G       | V       | P       | G            | V            | P            | G      | V      | P      |
| ---------------- | ----- | ------- | ------- | ------- | ------------ | ------------ | ------------ | ------ | ------ | ------ |
| Efeler Ligi      | 78    | 18      | 17      | 1       | 18           | 14           | 4            | 36     | 31     | 5      |
| Coppa di Turchia | 7     | 0       | 0       | 0       | 1            | 0            | 1            | 4      | 2      | 2      |
| Challenge Cup    | -     | 3       | 2       | 1       | 3            | 0            | 3            | 6      | 2      | 4      |
| Totale           | -     | 21      | 19      | 2       | 22           | 14           | 8            | 46     | 35     | 11     |

G = partite giocate; V = partite vinte; P = partite perse

### Statistiche dei giocatori
| Giocatore       | Campionato | Campionato | Campionato | Campionato | Campionato | Coppa di Turchia | Coppa di Turchia | Coppa di Turchia | Coppa di Turchia | Coppa di Turchia | Challenge Cup | Challenge Cup | Challenge Cup | Challenge Cup | Challenge Cup | Totale | Totale | Totale | Totale | Totale |
| Giocatore       | P          | PT         | AV         | MV         | BV         | P                | PT               | AV               | MV               | BV               | P             | PT            | AV            | MV            | BV            | P      | PT     | AV     | MV     | BV     |
| --------------- | ---------- | ---------- | ---------- | ---------- | ---------- | ---------------- | ---------------- | ---------------- | ---------------- | ---------------- | ------------- | ------------- | ------------- | ------------- | ------------- | ------ | ------ | ------ | ------ | ------ |
| İ. Akkuş        | 10         | 1          | 0          | 1          | 0          | 0                | 0                | 0                | 0                | 0                | 1             | 0             | 0             | 0             | 0             | 11     | 1      | 0      | 1      | 0      |
| M. Atanasov     | 33         | 438        | 359        | 41         | 38         | 1                | 7                | 5                | 1                | 1                | 6             | 112           | 94            | 9             | 9             | 40     | 557    | 458    | 51     | 48     |
| C. Ayvazoğlu    | 5          | 0          | 0          | 0          | 0          | 1                | 0                | 0                | 0                | 0                | 1             | 0             | 0             | 0             | 0             | 7      | 0      | 0      | 0      | 0      |
| B. Bayraktar    | 32         | 0          | 0          | 0          | 0          | 4                | 0                | 0                | 0                | 0                | 6             | 0             | 0             | 0             | 0             | 42     | 0      | 0      | 0      | 0      |
| B. Bülbül       | 33         | 276        | 173        | 78         | 25         | 4                | 38               | 27               | 7                | 4                | 6             | 60            | 46            | 12            | 2             | 43     | 374    | 246    | 97     | 31     |
| M. Çervatoğlu   | 4          | 6          | 2          | 2          | 2          | 3                | 3                | 1                | 2                | 0                | 1             | 0             | 0             | 0             | 0             | 8      | 9      | 3      | 4      | 2      |
| Y. Eken         | 10         | 28         | 21         | 3          | 4          | 3                | 4                | 3                | 1                | 0                | 3             | 2             | 2             | 0             | 0             | 16     | 34     | 26     | 4      | 4      |
| A. Ekşi         | 33         | 90         | 31         | 41         | 18         | 1                | 2                | 0                | 2                | 0                | 6             | 15            | 6             | 6             | 3             | 40     | 107    | 37     | 49     | 21     |
| M. Ertuğrul     | 19         | 74         | 44         | 23         | 7          | 2                | 1                | 1                | 0                | 0                | 3             | 3             | 2             | 1             | 0             | 24     | 78     | 47     | 24     | 7      |
| E. Gök          | 29         | 121        | 72         | 36         | 13         | 4                | 21               | 16               | 3                | 2                | 5             | 37            | 26            | 9             | 2             | 38     | 179    | 114    | 48     | 17     |
| Z. Kır          | 5          | 0          | 0          | 0          | 0          | 2                | 0                | 0                | 0                | 0                | 0             | 0             | 0             | 0             | 0             | 7      | 0      | 0      | 0      | 0      |
| C. Kirkit       | 9          | 48         | 34         | 8          | 6          | 2                | 10               | 7                | 1                | 2                | 2             | 4             | 4             | 0             | 0             | 13     | 62     | 45     | 9      | 8      |
| W. ter Maat     | 35         | 744        | 642        | 61         | 41         | 4                | 77               | 63               | 11               | 3                | 6             | 128           | 116           | 9             | 3             | 45     | 949    | 821    | 81     | 47     |
| B. Tosun        | 26         | 52         | 25         | 14         | 13         | 3                | 8                | 4                | 2                | 2                | 6             | 12            | 6             | 3             | 3             | 35     | 72     | 35     | 19     | 18     |
| M. van Garderen | 33         | 374        | 303        | 48         | 23         | 4                | 35               | 27               | 4                | 4                | 5             | 46            | 44            | 1             | 1             | 42     | 455    | 374    | 53     | 28     |
| H. Yücel        | 33         | 107        | 90         | 8          | 9          | 4                | 26               | 23               | 3                | 0                | 6             | 21            | 16            | 4             | 1             | 43     | 154    | 129    | 15     | 10     |

P = presenze; PT = punti totali; AV = attacchi vincenti; MV = muri vincenti; BV = battute vincenti